# Giovanni Battista Pianelli
Giovanni Battista Pianelli (Roma, XVII – Roma, XVII) è stato un commediografo italiano, attivo a Roma negli anni trenta del Seicento.

## Biografia

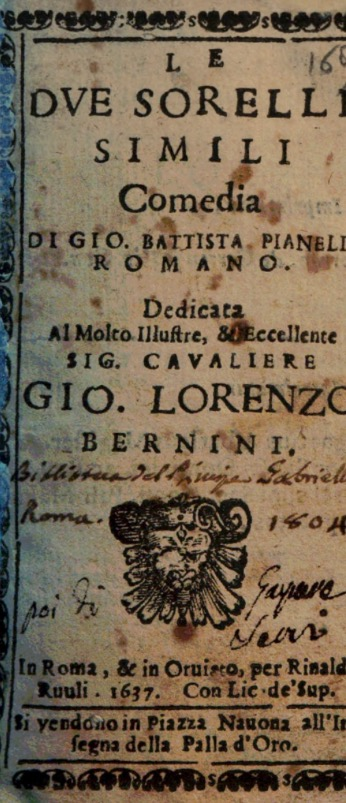
Gio. Battista Pianelli, Le due sorelle simili (1637)

Romano, fu autore di madrigali e in particolare di commedie realistiche ridicolose in italiano e con inserti in dialetto romanesco; una novità per l'epoca se Pianelli dovette giustificarsene in apertura alla commedia Li rivali.
Del suo repertorio furono stampate tre commedie, una di queste, con un sonetto in lode di Pianelli da parte di Guido Ubaldo Abbatini, dedicata a Gian Lorenzo Bernini: «Pensate, signor Menghini, che un famoso uomo di teatro, Giovan Battista Pianelli, mi ha dedicato nel 1637 la sua commedia a stampa Le due sorelle simili: un riconoscimento alla mia mania del doppio?». In tale commedia compare infatti il motivo plautino della confusione provocata dalla somiglianza di persone.
Di rilievo è Li falsi mori, commedia in cinque atti con prologo, cui si deve l'ingresso in letteratura della figura, destinata a grande fortuna, del «bullo» Iacaccio; fu ripresa, tra gli altri, da Bernini e Giovanni Camillo Peresio. Nella stessa opera si dà conto anche di una pratica all'epoca diffusa come lo schiavismo a sfondo sessuale.
Prospero Mandosio attribuì a Pianelli un'altra commedia, Il Garbuglio, affermando di aveme visto il manoscritto presso Giovanni Andrea Laurenziano.
A Pianelli si ispirò anche il commediografo Giuseppe Berneri.

## Opere
- Giovanni Battista Pianelli, Li rivali: comedia del sig. Gio. Battista Pianelli romano. Dedicata al molto illustre sig. Detio Roncalli, Foligno, per Agostino Alterij, 1630.
- Giovanni Battista Pianelli, Le due sorelle simili: comedie di Gio. Battista Pianelli Romano. Dedicata al molto illustre ... Gio. Lorenzo Bernini, Roma-Orvieto, Rinaldo Ruuli, 1637. Ristampa dell'edizione romana Grignani, 1633.
- Giovanni Battista Pianelli, Li falsi mori: comedia di Gio. Battista Pianelli romano. Dedicata all'illustrissimo monsignor Ferrante Cesarino, Roma, Lodovico Grignani, 1638.
- Li Disagi Amorosi: comedia
- L'Altamoro: comedia
- Il Fortunato amante: comedia
- Il Garbuglio: comedia
- Rime & Prose